# عبد الله بن عبد العزيز العقيل
عبد الله بن عبد العزيز العقيل (1335- 1432 هـ / 1917- 2011 م)، عالم وقاضٍ وفقيه سعودي، لُقِّب بشيخ الحنابلة، تولى مناصب رفيعة في القضاء منها رئيس الهيئة الدائمة بمجلس القضاء الأعلى في المملكة العربية السعودية. ولد في مدينة عنيزة في القصيم، وتوفي في الرياض.

## سيرته
ولد عبد الله بن عبد العزيز بن عبد الله بن عبد الكريم العقيل في عُنَيزة، بتاريخ 7 رجب سنة 1335هـ الموافق 13 أبريل 1917م. وقيل: ولد في 1 المحرَّم 1335هـ، الموافق 28 أكتوبر 1916م.
نشأ ابن عقيل في كنف والده عبد العزيز بن عقيل الذي يعد من أدباء وشعراء عنيزة المشهورين، فكان هو معلِّمَه الأول. درس العلوم الأولية في مدرسة الأستاذ ابن صالح، ثم في مدرسة الداعية المصلح عبد الله القرعاوي. حفظ ابن عقيل القرآن الكريم، وعدد من المتون مثل: عمدة الحديث، ومتن زاد المستقنع، وألفية ابن مالك في النحو وغيرها.
بعد اجتيازه لهذه المرحلة التحق بحلقات شيخ عنيزة وعلامة القصيم عبد الرحمن بن ناصر السعدي—فتعلم عليه القرآن الكريم، والتفسير، والتوحيد، والحديث، والفقه، واللغة...وغيرها. كما استفاد ابن عقيل من مشايخ عنيزة الموجودين في ذلك الوقت مثل: علي بن ناصر أبو وادي فقرأ عليه أطراف: الصحيحين، والسنن، ومسند أحمد، ومشكاة المصابيح، وأخذ عنه الإجازة بها بسنده العالي عن شيخه محدّث الهند نذير حسين(ت1320 هـ). لازم ابن عقيل في الوقت الذي عمل في قاضيا في الرياض، لازم محمد بن إبراهيم آل الشيخ—واستفاد منه علميا. كما استفاد عبد الله من محمد بن إبراهيم في العمل معه عضوا في دار الإفتاء لمدة خمسة عشر عاماً. وأخذ عن آخرين، وأجاز له جماعة، منهم عبد الحق بن عبد الواحد الهاشمي، وعبد الله بن علي العمودي.

## وظائفه
- في عام 1353هـ اختير مع المشايخ الذين أمر الملك عبد العزيز بابتعاثهم قضاة ومرشدين في منطقة جيزان وكان عمره ثمانية عشر عامًا فقط.
- عام 1358هـ جاءت برقية من الملك عبد العزيز لأمير عنيزة بتعيين عبد الله ابن عقيل لرئاسة محكمة جازان خلفًا لعمِّه عبد الرحمن، فاعتذر الشيخ، فلم يقبل عُذره، فاقترح على الشيخ عمر بن سليم التوسُّط بنقل الشيخ محمد بن عبد الله التويجري من أبو عريش إلى جازان، ويكون هو في أبو عريش لأنها أصغر، فكتب الشيخ عمر للملك عبد العزيز الذي أصدر أوامره بذلك. ومن ثم باشر عمله هناك في رمضان 1358هـ.
- في سنة 1360هـ نُقل الشيخ إلى محكمة فرسان لكنه لم يدم هناك طويلا، فأعيد إلى أبو عريش مرة أخرى ليبقى فيها قاضياً لمدة خمس سنوات.[7]
- وفي شهر رمضان من عام 1365هـ انتقل الشيخ إلى محكمة الخرج بأمر من الملك عبد العزيز، ومكث فيها قرابة السنة.
- تم نقله إلى المحكمة الكبرى في الرياض وذلك في شهر شوال من عام 1366هـ، ظل الشيخ ابن عقيل في الرياض حتى عام 1370هـ.[8]
- في عام 1370هـ أمر الملك عبد العزيز بنقل الشيخ ابن عقيل من الرياض إلى عنيزة مسقط رأسه، وأشرف خلال هذه الفترة على إنشاء هيئة الأمر بالمعروف والنهي عن المنكر في مدينة عنيزة.
- وفي عام 1391هـ أصبح عضو في هيئة التمييز بأمر من الملك فيصل.
- عام 1392هـ تشكلت الهيئة القضائية العليا برئاسة الشيخ محمد بن جبير، وعضوية الشيخ ابن عقيل. وفي أواخر هذا العام انتقل الشيخ إلى مجلس القضاء الأعلى فعُين عضوًا فيه. ثم عين رئيسًا للهيئة الدائمة في مجلس القضاء الأعلى.[8]
- في سنة 1387هـ اختير ابن عقيل لعضوية مجلس الأوقاف الأعلى إبان إنشائه، واستمر في عضويته إلى جانب أعماله التي تقلدها حتى بلغ السن النظامية للتقاعد عام 1405هـ.
- عمل رئيسا للهيئة الشرعية بمصرف الراجحي منذ تأسيسه سنة 1407 إلى تقاعده سنة 1431هـ.
- اشتغل الشيخ بالتدريس نحو ثلاثة أرباع القرن، وكان حين وافته المنية متفرغاً للتدريس، يفتح أبواب بيته للطلاب يومياً بعد الفجر إلى طلوع الشمس، ثم في الضحى إلى الظهر، وربما جلس بعد الظهر قليلا، ثم بعد العصر إلى ما بعد العشاء.
- بعد التقاعد عن العمل الرسمي فرَّغ الشيخ نفسه للعلم وأهله وطلبته، إضافة إلى إجابة المستفتين حضورياً أو على الهاتف.

## من مؤلفاته وما أُلف عنه
- «فتاوى ابن عقيل»[2] للشيخ عبد الله بن عبد العزيز العقيل، مجلدان، نشر دار التأصيل بالقاهرة الطبعة الأولى 1421هـ/ 2000 م.
- «فتح الجليل» في ترجمة وثبت شيخ الحنابلة عبد الله بن عبد العزيز العقيل، جمع وتخريج تلميذه محمد زياد بن عمر التكلة، نشر دار البشائر الإسلامية الطبعة الأولى 1425 هـ.
- «مجموع فيه من آثار الشيخ عبد الله بن عبد العزيز العقيل في الذكريات والتاريخ والتراجم»، جمع وإعداد محمد زياد بن عمر التكلة، نشر دار ابن حزم، الرياض.
- «الأجوبة النافعة عن المسائل الواقعة»، وهي الرسائل الشخصية العلمية المرسلة من الشيخ عبد الرحمن بن ناصر السعدي إلى تلميذه الشيخ ابن عقيل، اعتنى بها وعلق عليها هيثم بن جواد الحداد بإشراف ومراجعة الشيخ عبد الله بن عقيل، نشر دار ابن الجوزي في الرياض.
- «كشكول ابن عقيل» وهو ألغاز فقهية وغير فقهية وطرائف وفوائد علمية وعملية.
- «الجامع للرحلات إلى الشيخ العقيل»، تأليف أ.د. وليد بن عبد الله المنيس.
- «النوافح المسكية من الأربعين المكية» تخريج محمد زياد بن عمر التكلة.

## وفاته
دخل في غيبوبة أوائل سنة 1432هـ، ثم تُوفي في المستشفى التخصُّصي بالرياض، يوم الثلاثاء 8 شوال 1432هـ الموافق 6 سبتمبر 2011م، وصُلِّي عليه في مسجد الملك خالد، ودُفن في مقبرة أم الحمام المجاورة، وحضر جنازته الآلافُ من العلماء وطلبة العلم والمسؤولين.